# Булли
Бу́лли (латыш. Buļļi), также часто называемый по центральной части Ри́табулли (латыш. Rītabuļļi) — малонаселённый административный микрорайон Риги, занимающий западную часть острова Буллю. Включает два посёлка: Ритабулли (в центральной части острова) и Ва́карбулли (у юго-западной его оконечности, при ответвлении Булльупе от Лиелупе).

## История
Впервые упоминается в 1495 году, когда была построена усадьба Буллю Муйжа. Первоначально на этих землях находились рыбацкие посёлки «Буллени» (совр. Ритабулли) и «Буллюгалс» (совр. Вакарбулли).

## Транспорт
В Булли регулярно курсирует один автобусный маршрут — № 36 (Вакарбулли — Иманта-5).
Летом по выходным до Вакарбулли также продлевается автобусный маршрут № 3 Плявниеки — Болдерая — Вакарбулли.